# Beacon Falls
Beacon Falls – miasto w Stanach Zjednoczonych, w stanie Connecticut, w hrabstwie New Haven.
W miejscowości były kręcone sceny do filmu Droga do szczęścia z 2008 roku.